# Eutrema edwardsii
Eutrema edwardsii es una especie de planta fanerógama de la familia Brassicaceae.

## Taxonomía
Eutrema edwardsii fue descrita por Robert Brown y publicada en Chloris Melvilliana 9–10, pl. A, en 1823.

#### Etimología
Ver: Eutrema
edwardsii: epíteto otorgado en honor del cirujano británico John Edwards, quien contaba con un extenso herbario, donde se encontraron ejemplares de esta especie con silicua madura.